# Taktila ledstråk

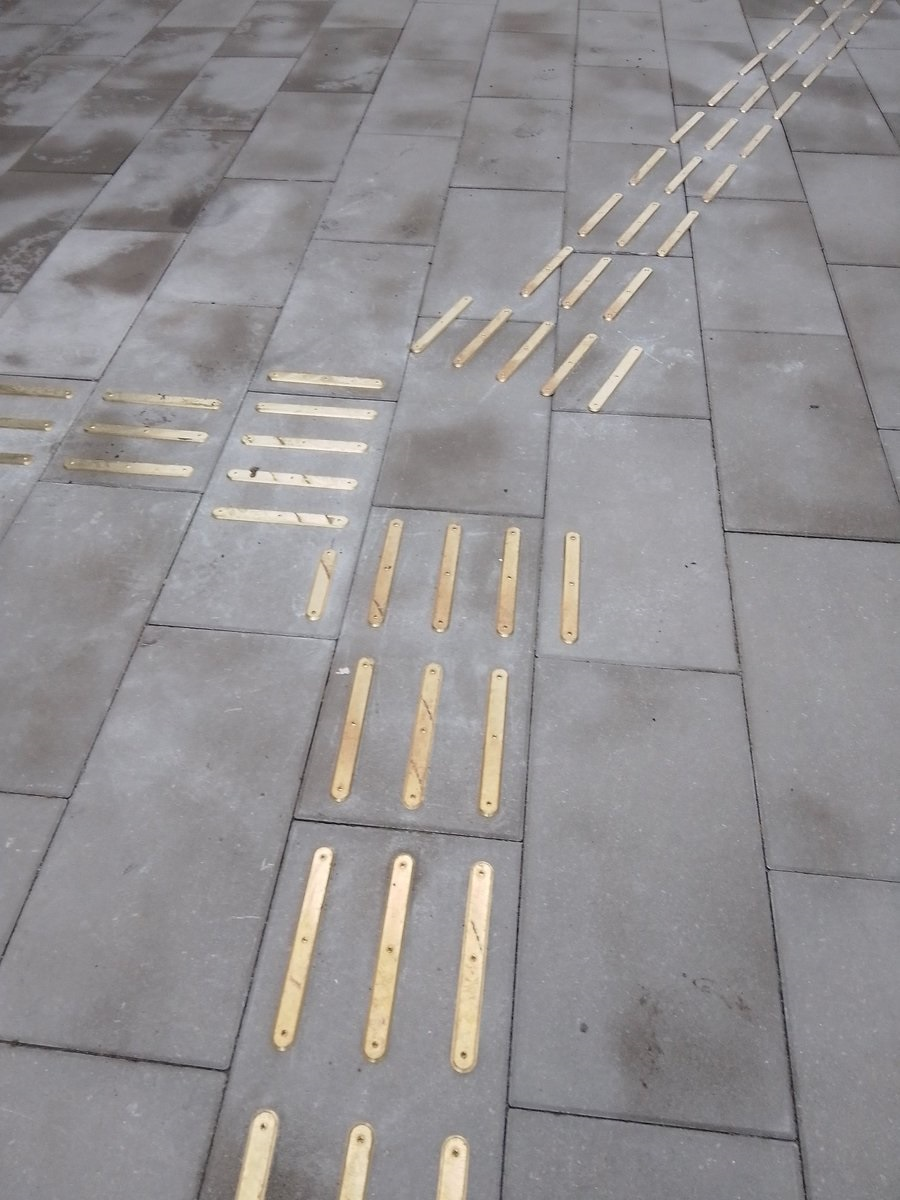
Taktilt ledstråk bestående av tre parallella, något upphöjda metallskenor som skruvats fast på de plattor som täcker den öppna platsen. Där ledstråk möts markeras detta med att stråken närmast "korsningen" har fem metallskenor istället för tre. Själva valytan, där den synskadade väljer riktning, är slät.

Taktila ledstråk eller taktila stråk, ibland taktila spår, är de färdvägar som gravt synskadade och blinda kan känna sig fram på. Ledstråken känns av med vit käpp, och eventuellt också med fötterna genom skosulorna.

## Inomhus och utomhus

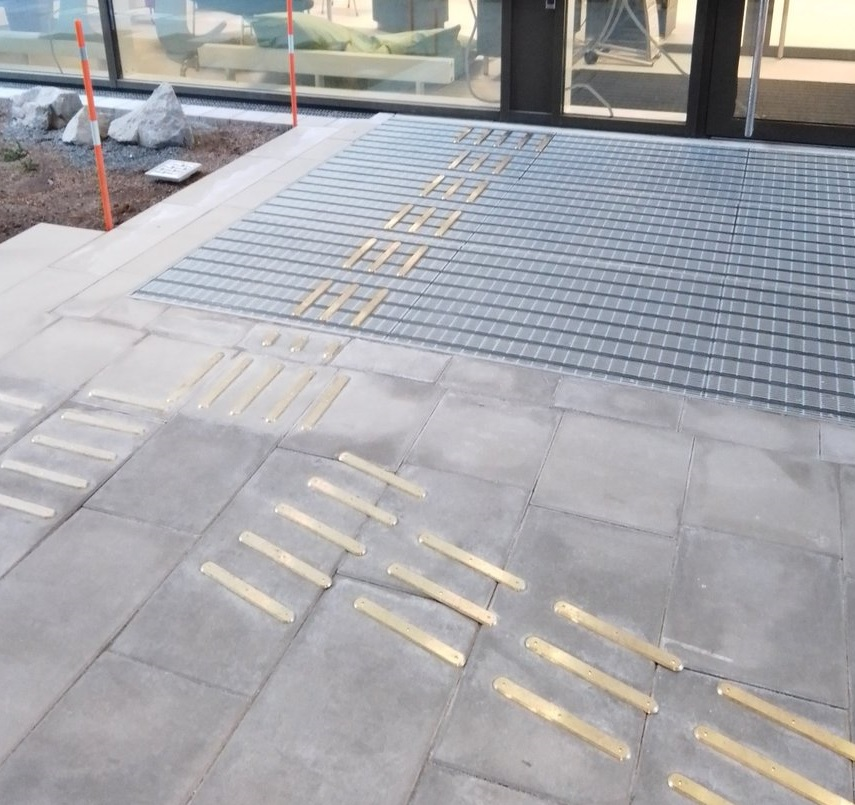
Taktilt ledstråk som leder till dörr. Ledstråket består av upphöjda metallskenor och har en förgrening, som leder till en myndighets dörr. Stråket leder till den sida av dörren där handtaget finns. Stråket är nyanlagt, och den öppna platsen ännu inte helt färdig.

Ledstråk finns både inomhus och utomhus.
Inomhus används ofta väggar och räcken. Utomhus tillkommer trottoarkanter, planteringars avgränsningskanter och gränser mellan olika underlag, som mellan grus och asfalt eller gräs.
De ledstråk som uppkommer som en naturlig del av stadsmiljön är normalt de som är lättast för synskadade att använda. Där det uppstår luckor i dem knyts de av tillgänglighetsskäl ofta ihop med särskilt konstruerade delar, som mestadels skapas genom variationer i ytbeläggningens struktur. För att dessa särskilt anlagda taktila spår inte ska vara i vägen för de som använder rollator, rullstol eller käpp, och inte heller orsaka fallolyckor om någon snavar, måste de utformas relativt försiktigt. Därmed blir de svårare att känna av med vit käpp än en trottoarkant, eller gränsen mellan asfalten och gräset. De förutsätter också en lite annan käppteknik, vilket oftast betyder lägre gånghastighet.
De särskilt anlagda taktila ledstråken anläggs ofta över öppna platser som torg. De läggs så att de leder mot särskilt centrala mål: busshållplatser, järnvägsperronger, tryckknappar som erbjuder talad information om trafiken, informationsdiskar, övergångsställen (och då särskilt stolpen med tryckknappslåda), reliefskyltar, skyltar som kompletterats med punktskrift, taktila modeller över den närmaste omgivningen och taktila kartor.

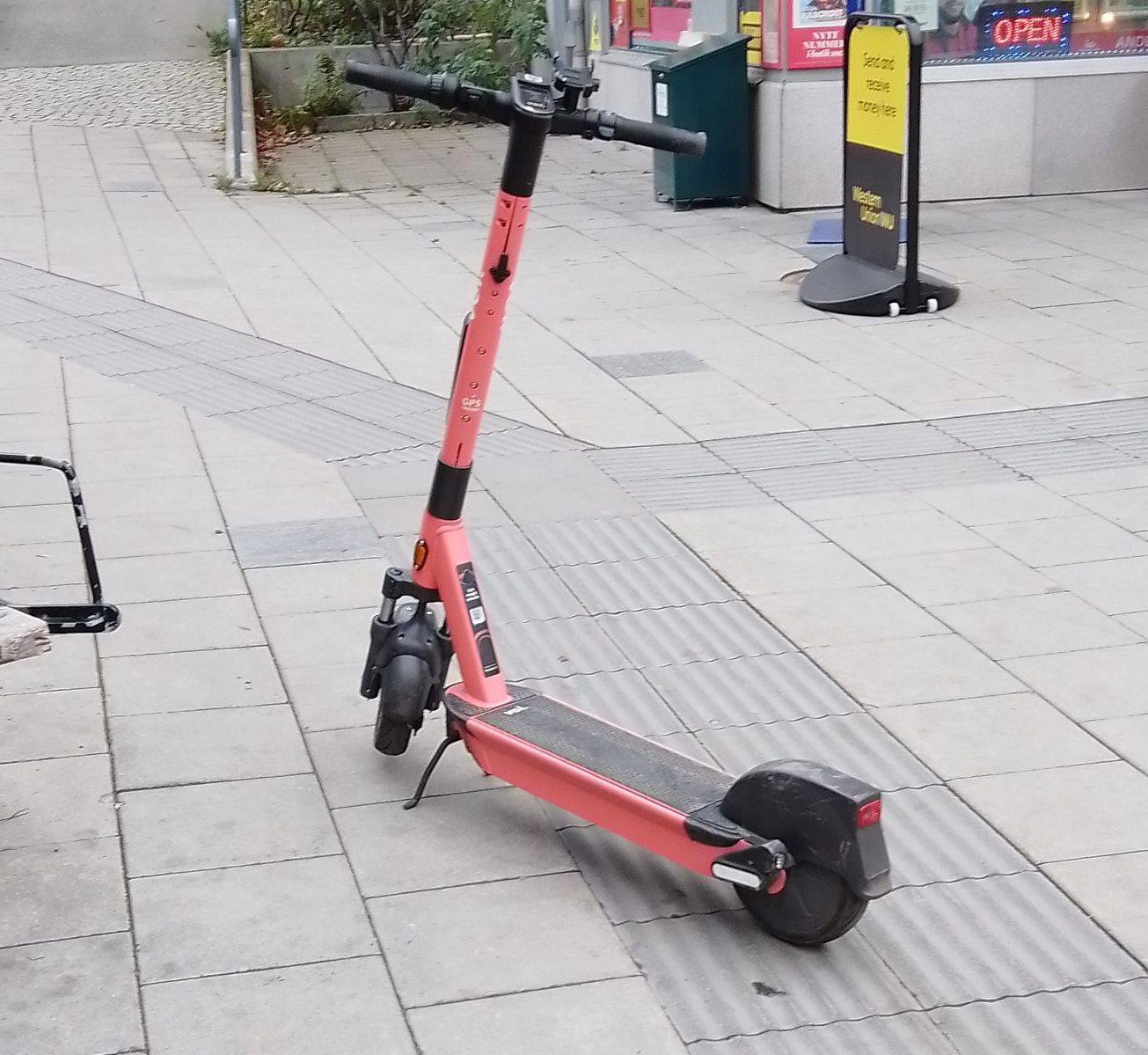
Elsparkcykel som parkerats på ett ledstråk av grå räfflade plattor.

För att ledstråken ska fylla sitt syfte krävs att de inte blockeras av cyklar, elsparkcyklar, skyltar eller annat på eller för nära själva stråket.

## Specialgjorda ytor i ledstråk

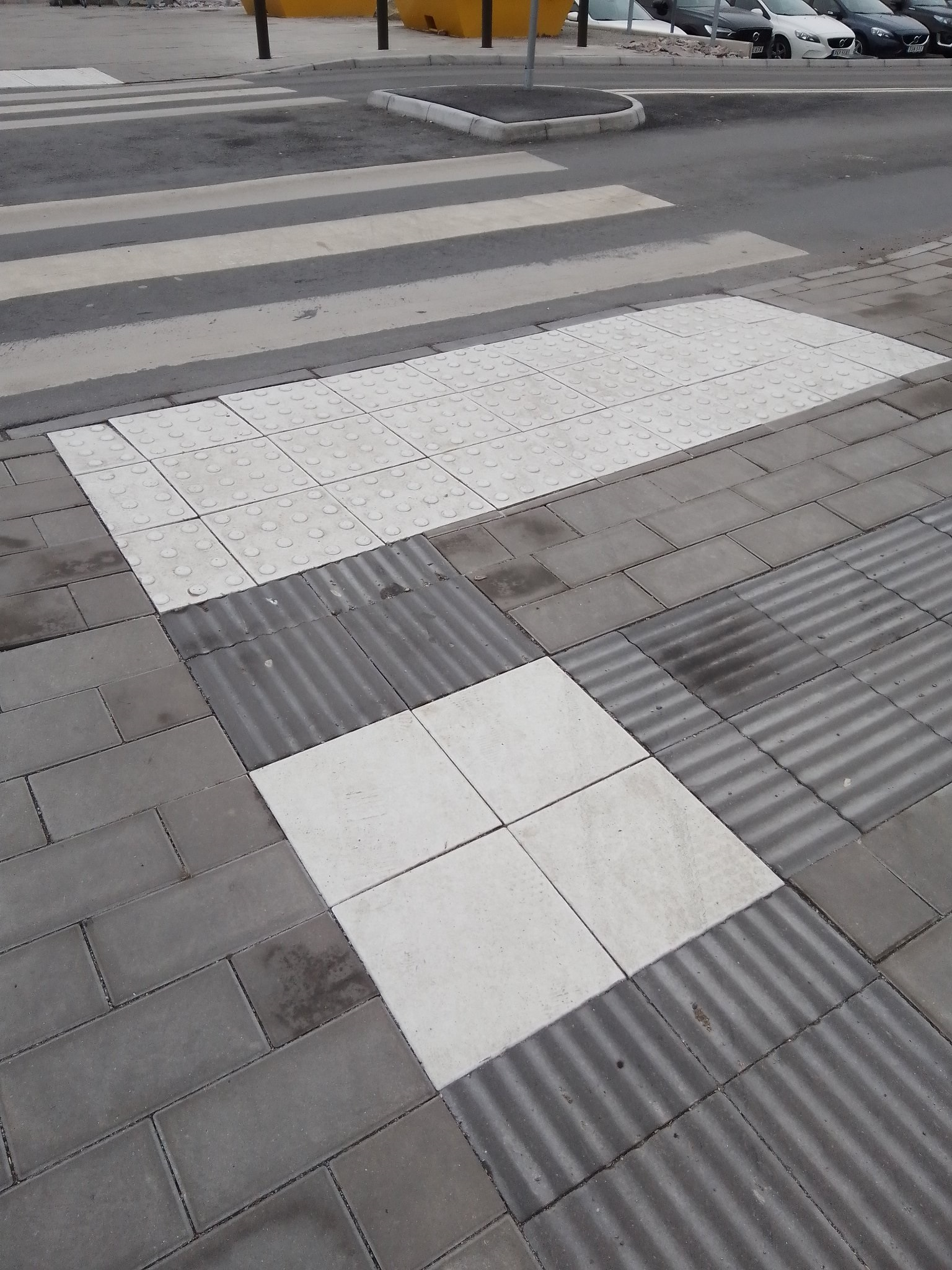
Taktilt ledstråk med varningszon vid ett övergångsställe. Ledstråk av grå räfflade plattor går dels längs med vägen, på trottoaren, och dels i rät vinkel mot vägen. Stråken möts på en vit slät valyta. Detta övergångsställe har ingen ljussignal, men om en sådan kommer att placeras där leder ledstråket till platsen för stolpen. Längs trottoarkanten utmed hela övergångsstället finns en varningszon, bestående av vita knottriga plattor som kallas kupolplattor.

Ledstråkens specialgjorda delar har lite olika utformning på olika håll i världen. Även inom Sverige finns olika system i bruk. Vanligt är dock att använda kombinationer av tre olika slags ytor, ofta i form av plattor med reliefstruktur.
Den yta som är mest typiskt för ett ledstråk är själva spåret att följa. För det syftet är det vanligt med långa rader av plattor, räfflade längs med färdriktningen. Även låga metallskenor monterade på underlaget förekommer. Inomhus används ibland långa gångmattor. Ibland används tejp, vilket dock ger en markering som är svårare att känna och följa.
En annan sorts yta signalerar att stråket antingen byter riktning eller korsar ett annat stråk, så att den gående måste välja. Den ytan utformas oftast helt slät. Till sist finns också ytor som signalerar varning, exempelvis för övergångsställe eller trappa. En sådan yta är ofta försedd med upphöjda bulor. När plattor används, kallas sorten kupolplatta. Sådana varnande taktila ytor är de äldsta och förekommer även ensamma, utan anslutande taktilt ledstråk.

## Historia

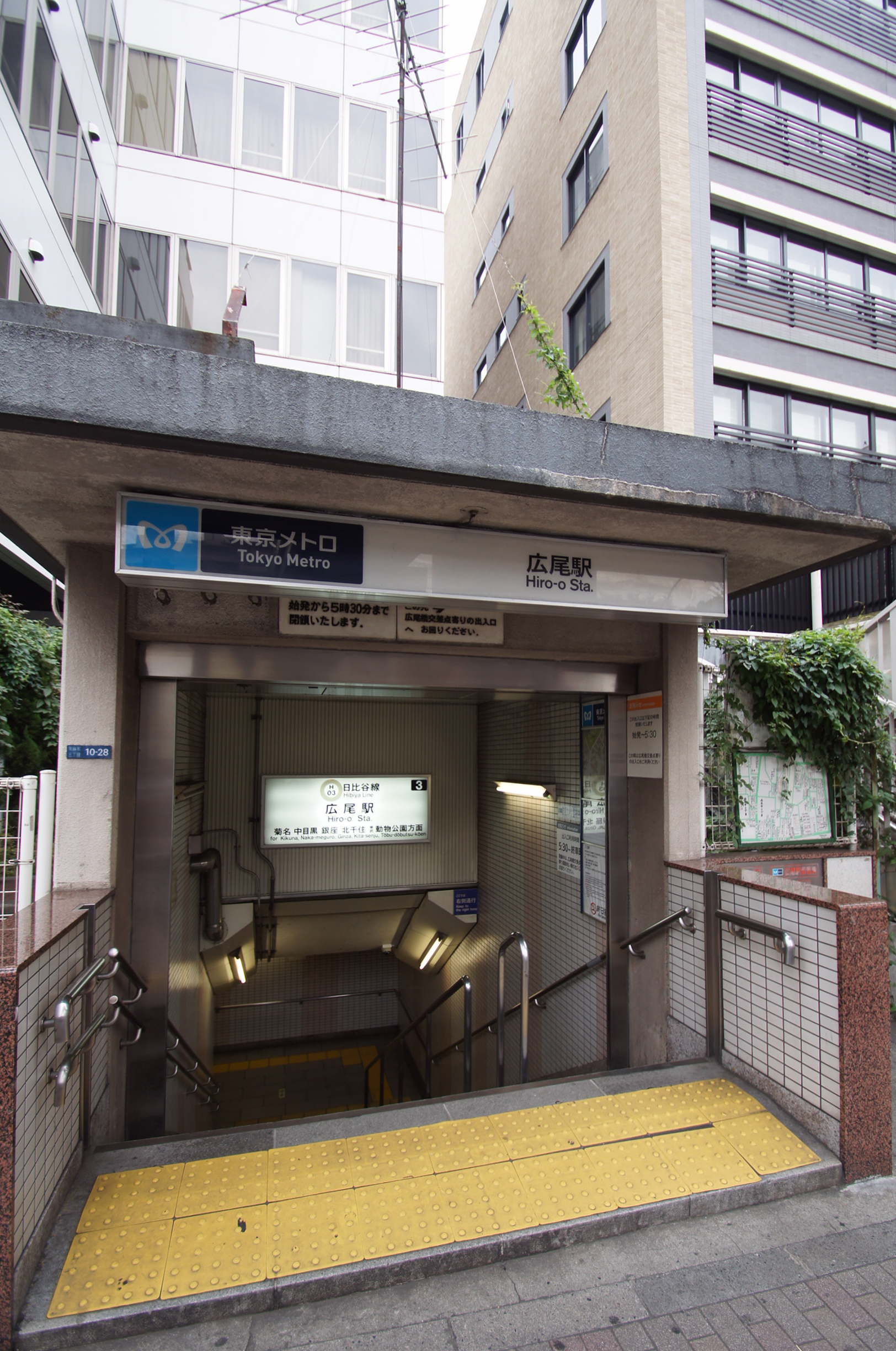
Nedgång till tunnelbanestationen Hiroo i Tokyo. Ovanför trappa och rulltrappa finns ett brett gult varnande band av knottriga kupolplattor.

Den japanske ingenjören och uppfinnaren Seiichi Miyake (1929–1982) utvecklade taktila varningsmarkeringar för trottoarer 1965, inspirerad av punktskriften. Två år senare installerades markeringarna i närheten av en blindskola i den japanska staden Okayama, på trottoarerna vid riskabla ställen exempelvis övergångsställen. Därifrån spred sig systemet över Japan, en utveckling som satte fart på allvar när Japans statliga järnväg genomförde systemet på sina stationer. Från Japan har det sedan spritts till resten av världen. 

## Internationellt

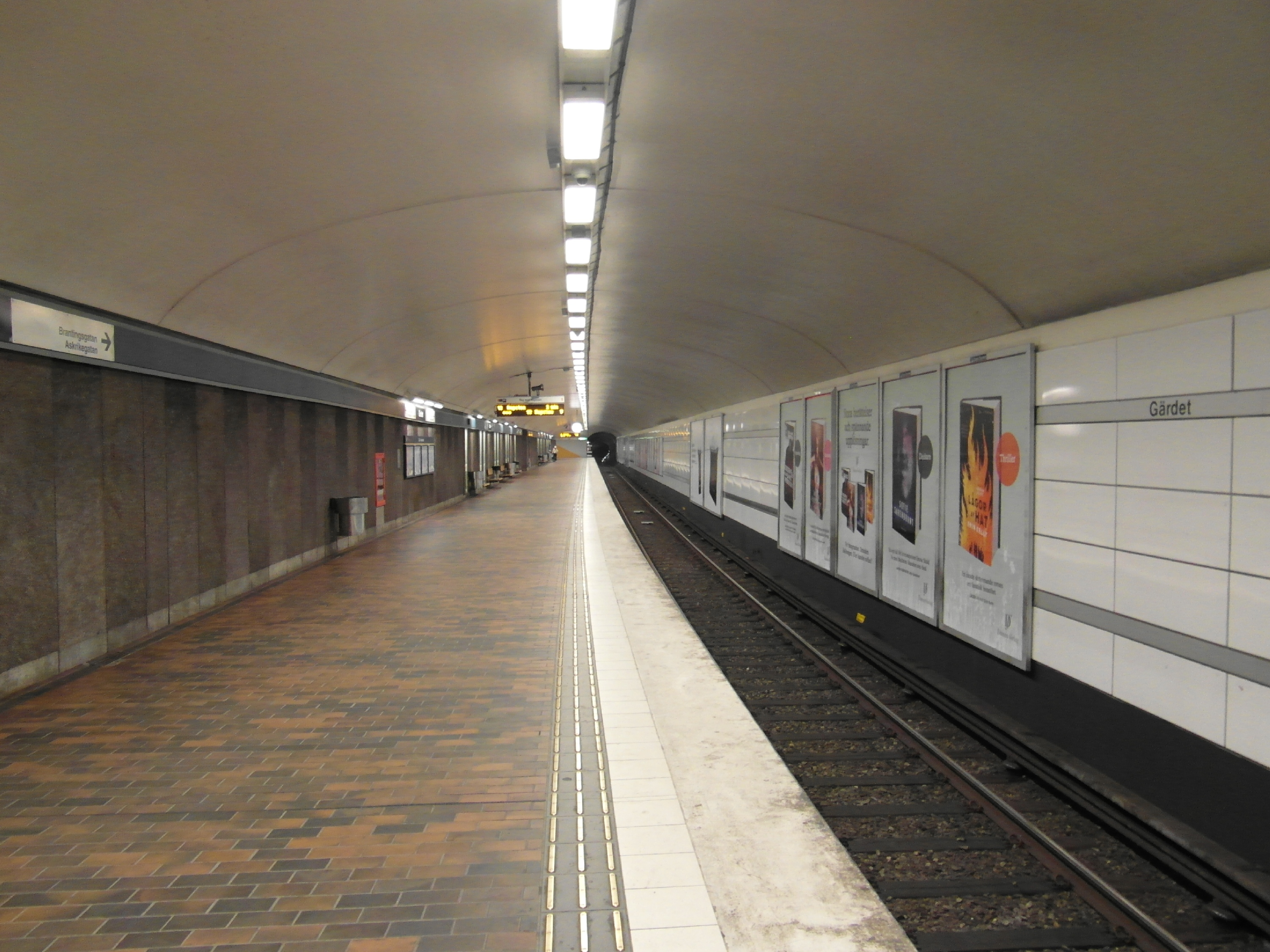
Stockholms tunnelbana, station Gärdet. Närmast perrongens kant ett vitmålat fält. Innanför det en rad vita plattor, och innanför det tre parallella låga metallskenor som löper i perrongens riktning. Renodlad varningsyta saknas.

Inom EU har arbete med standardisering av ledstråk pågått sedan 2002. Man har då funnit stort behov av forskning för att utröna vilken utformning som faktiskt fungerar bäst. Än så länge skiljer sig alltså utformning av ledstråk en hel del mellan olika länder.
På en del håll används bjärta färger för att hjälpa de som har synrester att urskilja ledstråken. I Sverige anser man dock att det är viktigare med ljuskontrast, eftersom människor upplever färg väldigt olika. Ledstråkets konstgjorda delar bör alltså vara antingen ljust mot mörk omgivning, eller tvärtom.
Det moderna japanska systemet består av dels små runda upphöjningar, avsedda att även kunna kännas under foten, och rader av långsmala upphöjningar som anger färdriktning. Markeringen utförs oftast på gula plattor.
En del tyska städer exempelvis Leipzig har genomfört taktila ledstråk i hela stadskärnan, och även kompletterat med skyltar för seende om att ledstråken inte ska blockeras.